# Región de Bratislava
La región de Bratislava (en eslovaco: Bratislavský kraj) es una de las ocho regiones administrativas (kraj) de Eslovaquia. Su capital es Bratislava, que también es la capital del país. 
Se encuentra tanto en NUTS-2 como en NUTS-3. Cuenta con una superficie total de 2053 km² y con una población de 641 892 habitantes en 2018. En términos económicos, la región tiene el más alto PIB per cápita de Eslovaquia, así como los salarios y los niveles de empleo más elevados, y las infraestructuras de investigación más desarrolladas.

## Economía
La región de Bratislava representa el 28% del producto interior bruto de la República Eslovaca en el año 2017, por lo que es muy dinámica en términos económicos para el conjunto del país. En abril de 2019 presentaba una tasa de desempleo de 2,65%, inferior a la media eslovaca (5,57% en octubre de 2019) y al conjunto de la Unión Europea (6,3% en octubre de 2019). La tasa de empleo, por su parte, se situó en 2017 en el 79,2%, la más alta en el conjunto de las regiones eslovacas.
Disfruta de unas infraestructuras de alta calidad, un elevado capital humano y un considerable influjo de inversión directa extranjera en los últimos años. Algunas de las empresas más importantes, junto con su sector de actividad son Volkswagen (industria automotriz), Slovnaft (refinación de petróleo), SPP (almacenamiento y distribución de gas), T-Slovak Telekom (telecomunicaciones), Schaeffler (componentes de automóviles), Tesco (venta al por menor), IBM (tecnologías de la información), así como muchos grupos financieros.

## Demografía
| Año        | 1994    | 2004    | 2014    | 2024     |
| ---------- | ------- | ------- | ------- | -------- |
| Población  | 616 871 | 601 132 | 625 167 | 736 385  |
| Diferencia |         | −2,55 % | +3,99 % | +17,79 % |

| Año        | 2023    | 2024    |
| ---------- | ------- | ------- |
| Población  | 732 757 | 736 385 |
| Diferencia |         | +0,49 % |

Es la quinta región más poblada de todo el país, al contar con 650 838 habitantes a fecha del 31 de diciembre de 2017, y es la región eslovaca que presenta mayor crecimiento de su población para el periodo 2013-2017, con un 5,3% de aumento. Asimismo, la esperanza de vida, de 81,7 años, es también la más alta de la República Eslovaca.

## Geografía

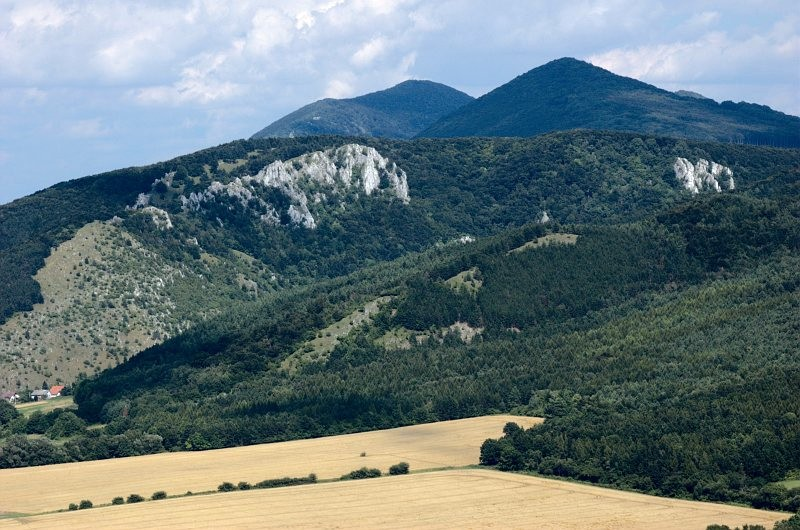
Vista de los Pequeños Cárpatos, cerca de Plavecké Podhradie.

Se encuentra en la parte suroeste del país. La superficie total es de 2053 km². Los Pequeños Cárpatos, una sierra baja perteneciente a los Montes Cárpatos comienzan en Bratislava y se desplaza hacia el noreste, separando entre sí dos áreas de tierras bajas: Záhorie al oeste y la Depresión danubiana al este, tierras fértiles en trigo y maíz. Algunos ríos importantes de la región son el Danubio, el Morava y el Pequeño Danubio.
La Región de Bratislava limita con la Región de Trnava en el este y en el norte, al sur con Hungría (condado de Győr-Moson-Sopron), al suroeste con Burgenland y al este con Baja Austria, ambos forman parte de Austria.

## Distritos

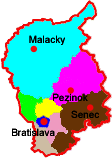
Distritos de la región de Bratislava.

Se subdivide en 8 distritos (en eslovaco okresy):
- Bratislava
  - Bratislava I
  - Bratislava II
  - Bratislava III
  - Bratislava IV
  - Bratislava V
- Distrito de Malacky
- Distrito de Pezinok
- Distrito de Senec

### Municipios
La región cuenta con 73 municipios.